# Barcikowo (Mazovie)
Pour les articles homonymes, voir Barcikowo.
Barcikowo (prononciation : [bart͡ɕiˈkɔvɔ]) est un village polonais de la gmina de Słupno dans le powiat de Płock de la voïvodie de Mazovie dans le centre-est de la Pologne.
Il se situe à environ 14 kilomètres à l'est de Płock (siège du powiat) et à 82 kilomètres au nord-ouest de Varsovie (capitale de la Pologne).
Le village compte approximativement une population de 190 habitants en 2006.

## Histoire
De 1975 à 1998, le village appartenait administrativement à la voïvodie de Płock.